# Studentenverbindung Concordia Bern
Die Studentenverbindung Concordia Bern ist eine farbentragende, freischlagende Studentenverbindung mit etwa 220 Mitgliedern: 39 Aktive und ca. 180 Altherren (Stand 2024). Sie wurde 1862 an der Universität Bern gegründet und zählt damit zu den ältesten Studentenverbindungen der Stadt Bern. Bei den Aktiven handelt es sich um Mitglieder der Studentenverbindung Concordia, die sich im Studium befinden. Nach Studienabschluss treten die Mitglieder in die Männer Concordia über und geniessen den Status eines "Altherren".

## Couleur, Wahlspruch und Allgemeines

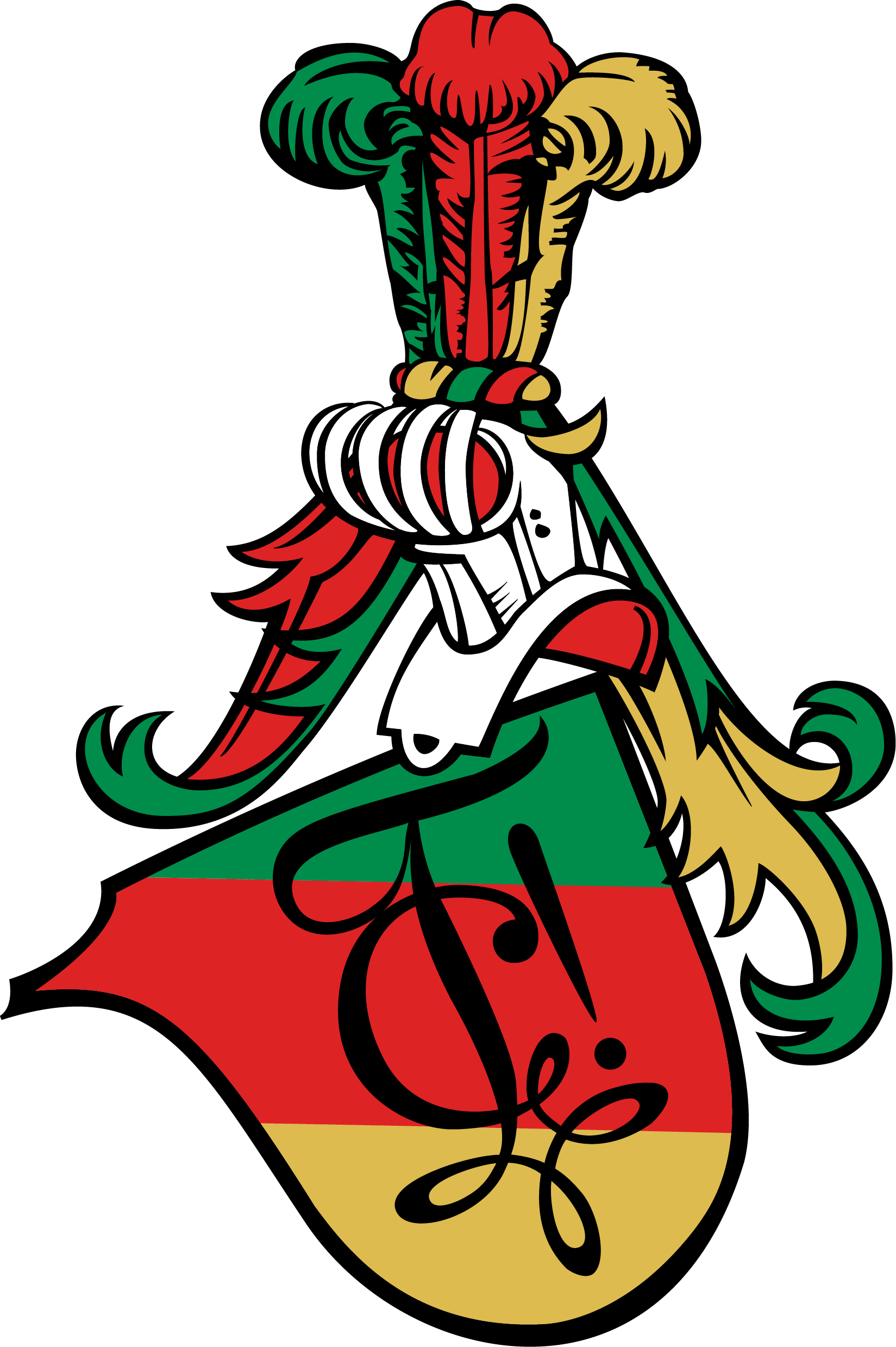
Wappen der Studentenverbindung der Concordia Bern

Die Farben sind Grün-Rot-Gold, die Devise lautet: Freiheit, Freundschaft, Fortschritt!
Sie ist ein Männer- und Lebensbund. Mitgliedern ist es nicht gestattet, gleichzeitig einer anderen Schweizer Studentenverbindung anzugehören. Eine überwiegende Mehrheit der Mitglieder ist in juristischen Berufen tätig oder in Ausbildung dazu. Zur Förderung der wissenschaftlichen Ausbildung an der Universität Bern organisiert die Studentenverbindung Concordia regelmässig Informationsanlässe und Repetitorien. 

## Geschichte

### Gründungszeit
Am 8. November 1858 erliess die Universität Bern ein neues Reglement für die Patentprüfung der Fürsprecher und Notare mit etwelchen Erschwerungen. Die damaligen Rechtskandidaten Felix Bangerter, Johann Alfred Scheurer, Jakob Alt, Adolf Hauert und Johann Hermann erkannten, dass den Schwierigkeiten am besten durch einen Zusammenschluss und durch eine feste, das Studium fördernde Verbindung begegnet werden könne. So fanden sie sich am 18. Juni 1862 bei stud. iur. Bangerter an der Speichergasse 8 (heute 33) ein und unterzeichneten ohne grosse Änderungen die von Bangerter und Scheurer ausgearbeiteten Statuten. Kurz nach der Gründung, am 6. November 1862, wurde ein Schreiben an den Rektor der Universität Bern verfasst, in dem die Gründer erklärten, dass an der Universität eine Verbindung mit dem Namen Concordia entstanden sei und die Farben Grün-Rot-Gold angenommen habe. Zwischen 1862 und 1872 durchlief die Concordia mehrere Namensänderungen, bis sie am 1. Februar 1872 erneut den Namen „Studentenverbindung Concordia“ annahm – eine Bezeichnung, die sie bis heute trägt. Mit dieser Namensänderung durften nun auch alle Studenten an der Universität Bern Mitglieder werden, ungeachtet ihrer Studienrichtung und nicht nur mehr Rechtsstudenten. Im Gegensatz zu anderen grossen Verbindungen in Bern, die Teil eines nationalen Dachverbands sind, ist die Concordia eine eigenständige Verbindung und ausschliesslich in Bern aktiv. Die Concordia versammelte sich im Laufe der Jahre in verschiedenen Sitzunglokalen, wo die Verbindungsgeschäfte besprochen wurde und anschliessend in einem Kneiplokal sich dem kneipen widmete. Am 19. November 1902 begann die Verbindung mit den Fechtübungen, welche zuerst obligatorisch waren. Später wurden diese Übungen als fakultativ erklärt und die Concordia nahm den Status freischlagend an.

### Die Zeit der zwei Weltkriege
Während des Ersten Weltkriegs stellte die Concordia alle obligatorischen Anlässe ein und führte nur zwei Sitzungen pro Semester durch um die Geschäfte zu besprechen. Am 12. Dezember 1936 wurden die Statuten in Satzungen umbenannt und revidiert. Sie sagten nur noch, dass die Concordia auf vaterländischem Boden steht, während die früheren Statuten ausdrücklich postulierten, dass die Concordia der FDP angehörte.

### Seit 2000
Stand 2025 ist die Concordia politisch und konfessionell neutral. Sie pflegt die alten Traditionen der Studentenverbindung und trifft sich mindestens einmal pro Woche zu einem gesellschaftlichen Stamm. Der Generationen-Austausch ist ein zentraler Aspekt der Concordia, und jüngere Mitglieder profitieren sehr von der Lebenserfahrung älterer Mitglieder. Die Mitglieder unterstützen sich tatkräftig bei Studium und im Privatleben.

## Korporationshaus
Die Männer-Concordia erwarb auf Initiative der Altherren Adolf Barbier und Peter Luginbühl 1966 das Haus an der Postgasse 47, welches 1969 zum 100-jährigen Jubiläum der Männer-Concordia als Verbindungshaus eingeführt wurde. Studenten und Studentinnen, welche an der Universität Bern studieren, bietet die Concordia die Gelegenheit im Verbindungshaus an der Postgasse 47 in der Berner Altstadt ein Zimmer zu mieten. 

## Männer-Concordia
Die Verbindung entschied sich am 23. Mai 1869, dass ein Altherren-Verband gegründet werden soll, dem die aktiven Mitglieder nach Beendigung ihrer Studien beitreten können. Die Idee dazu kam von den Gründern Johann Alfred Scheurer und Jakob Alt. Johann Alfred Scheurer erarbeitete als Präsident mit dem Sekretär Johann Bucher die Gründungsstatuten der Männer-Concordia. So wurde am 26. September 1869 in der Bernerhalle an der Schauplatzgasse in Bern die Männer-Concordia gegründet. An der ersten Versammlung wurde auch der Vorstand gewählt, bestehend aus Friedrich Häberli als Präsident, Rudolf Mossmann als Kassier und Christian Gasser als Sekretär. Seither wird jährlich gemeinsam mit der Studentenverbindung Concordia ein Stiftungsfest, genannt der AH-Tag, durchgeführt. Der AH-Tag wird zur Forderung und Festigung des Verbindungsgedankens durchgeführt und soll auch an die Gründung erinnern.
1962 ergriff Eduard Ischner die Initiative, die sogenannte Alte Garde zu gründen. Der Alten Garde sollen Altherren beitreten, die das 65. Lebensjahr erreicht haben und sich nun im Ruhestand befinden. Der erste Obmann der Alten Garde wurde Altherr Albert Krebs.

## Verbindungsfahnen
Die Concordia hatte im Laufe ihrer Geschichte insgesamt acht verschiedene Verbindungsfahnen, von denen die achte im Jahr 2025 aktuell ist.

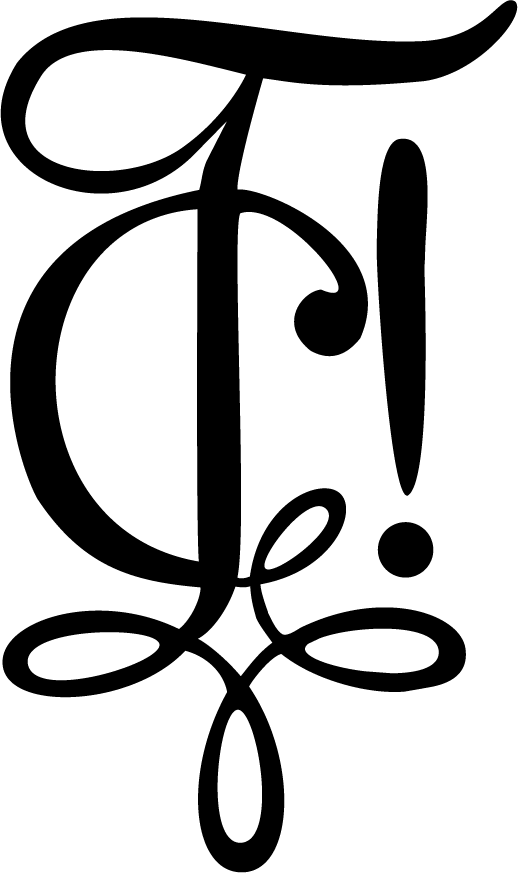
Zirkel der Studentenverbindung Concordia Bern

## Vereinszeitschrift
Die Concordia gibt jedes Semester ihre Zeitschrift, Der Concordianer, heraus. Diese behandelt sowohl verschiedene gesellschaftliche Themen als auch interne Angelegenheiten der Verbindung.

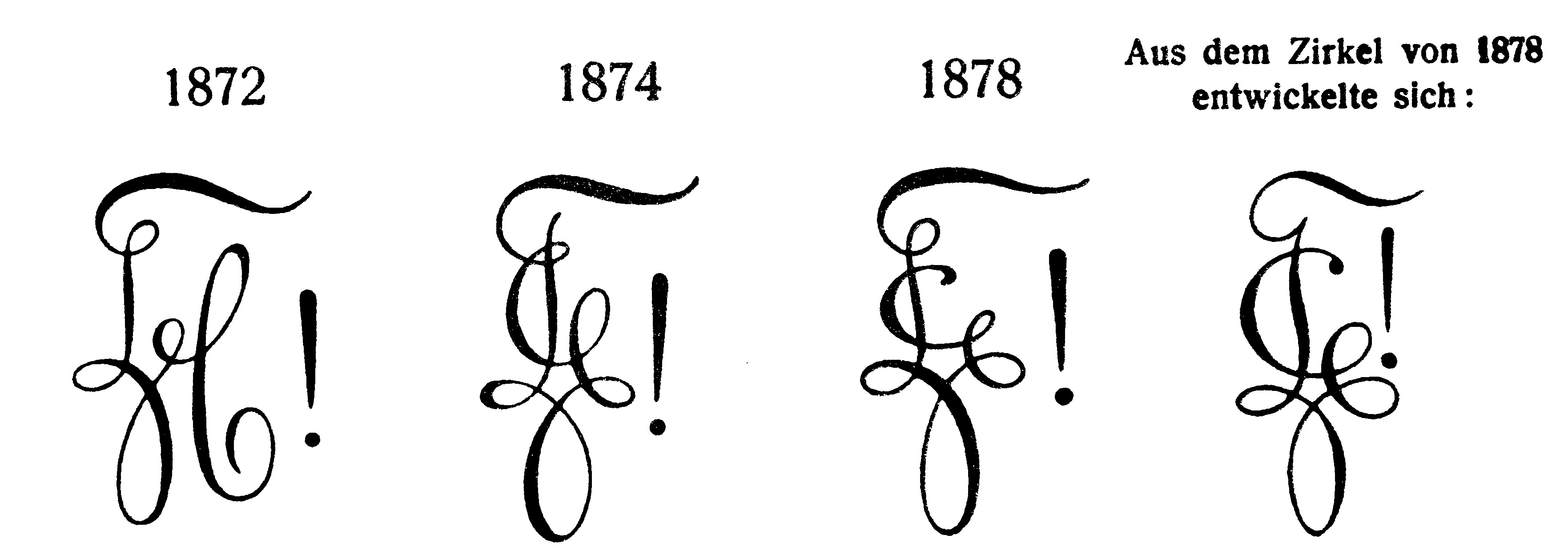
Entwicklung des Zirkels der Concordia Bern

## Freundschaftsverbindungen
- AV Virtembergia
- Nyländska Nationen

## Bekannte Concorden
- Johann Alfred Scheurer, Regierungsrat, Nationalrat, Ständerat und Gemeindepräsident
- Rudolf Gnägi, Regierungsrat, Nationalrat, Bundesrat, Bundespräsident 1971 und 1976
- Kurt Marti, Pfarrer und Schriftsteller
- Fritz Gerber (1929–2020), CEO und Verwaltungsratspräsident Zürich Versicherungsgesellschaft (heute Zurich Financial Services) und der F. Hoffmann-La Roche & Co. AG (heute: Roche Holding AG):
- Hans Peter Walter, Präsident des Schweizerischen Bundesgerichts 2001–2002
- Eugen Huber, als Ehrenmitglied, Verfasser des Schweizerischen Zivilgesetzbuches.